# Armille (mycologie)
Pour les articles homonymes, voir armille.

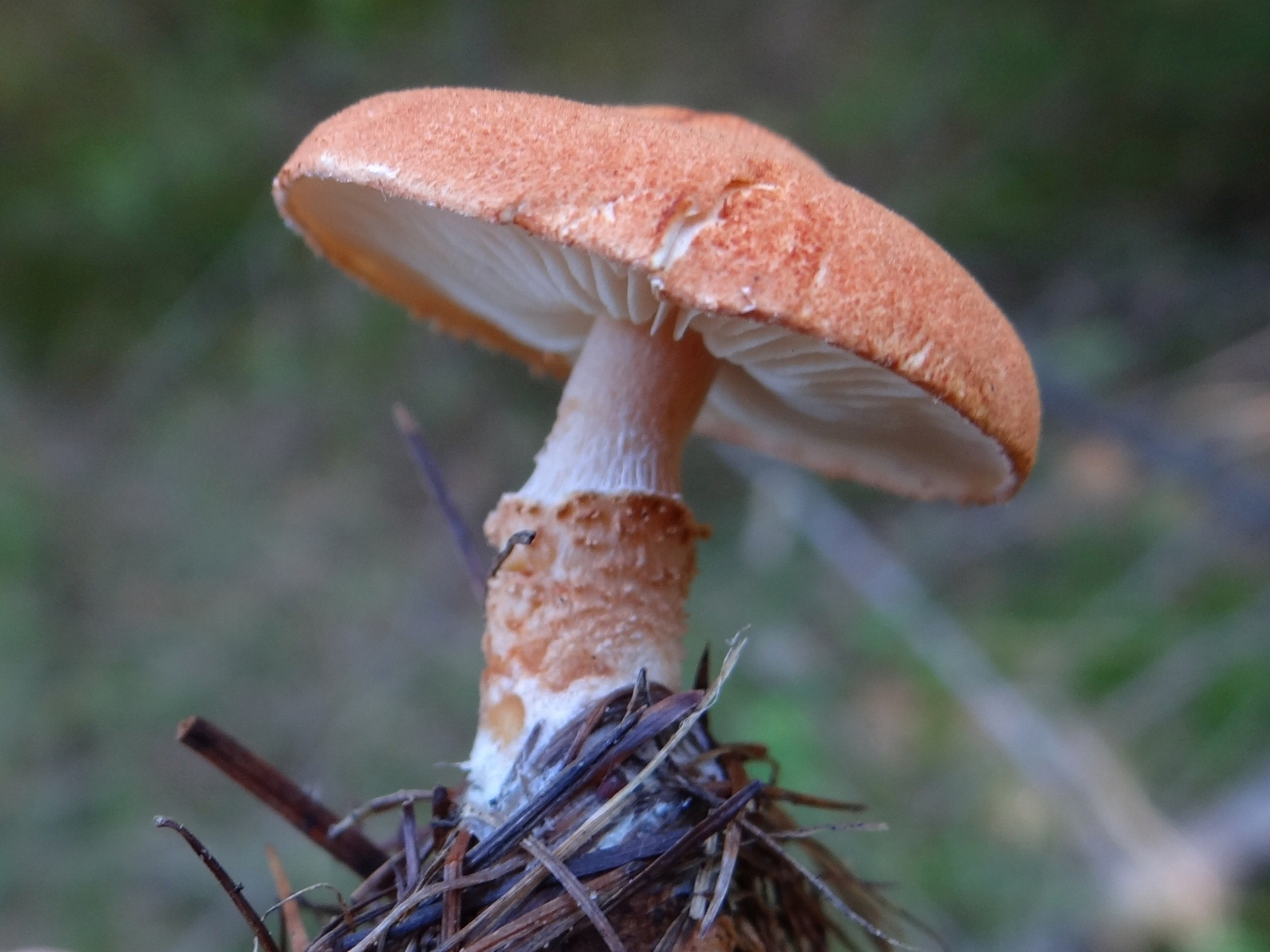
Armille floconneuse ocre-orangé à la base du pied de Cystodermella cinnabarina.

L'armille est, sur les champignons, un manchon ou une chaussette engainant le pied depuis sa base et s'évasant vers le haut, formant ainsi une gaine et un anneau ne touchant jamais l'hyménium. Étymologiquement, ce terme provient du latin armilla signifiant « bracelet ».
Suivant les interprétations, il peut s'agir d'un vestige du voile universel ou du voile partiel. Son revêtement peut être lisse, écailleux, pelucheux, floconneux ou méchuleux.
L'armille est une caractéristique importante des Armillaires, dont elle a donné le nom ; et des Cystodermes qui ont une étymologie apparentée ;  « cystoderma » provenant du grec ancien κύστις, kustis (« petit sac ») et δέρμα, derma (« peau »). Chez ces derniers, l'armille est toujours de la même couleur que le chapeau.